# Піхотна дивізія «Графенвер»
Піхотна дивізія «Графенвер» (нім. Infanterie-Division Grafenwöhr) — піхотна дивізія Вермахту, що існувала наприкінці Другої світової війни.

## Історія
Піхотна дивізія «Графенвер» сформована 4 липня 1944 року у XIII-му військовому окрузі на навчальному центрі Графенвер (нім. Truppenübungsplatz Grafenwöhr) на території німецької Баварії, як «дивізія-тінь» (нім. Schatten-Division). Дивізія мала у своєму складі 6 гренадерських батальйонів. 12 липня була переформована на 544-у гренадерську дивізію.

## Райони бойових дій
- Німеччина (липень 1944).